# Łalsk
Łalsk (ros. Лальск) – osiedle typu miejskiego w Rosji, w obwodzie kirowskim, w rejonie łuzskim. W 2013 roku liczyło ok. 3,4 tys. mieszkańców. Miejscowość jest położona nad rzeką Łałą, dopływem Łuzy, od której wzięła swoją nazwę. Jest oddalona od miasta Łuza, będącego centrum rejonu łuzskiego o 27 km.

## Historia
Miejscowość została założona w 1570 roku przez uchodźców z Nowogrodu, którzy uciekli po tzw. „masakrze nowogrodzkiej” dokonanej przez wojska Iwana IV Groźnego. Łalsk znajdował się na skrzyżowaniu szlaków handlowych, co sprzyjało jego rozwojowi. W 1711 roku w miejscowości została zbudowana pierwsza kamienna świątynia – cerkiew pod wezwaniem Mikołaja Cudotwórcy.
W czerwcu 1779 roku generał gubernator jarosławski i kostromski Aleksiej Pietrowicz Mielgunow nadał miejscowości prawa miejskie. W 1780 roku zostało to potwierdzone ukazem carycy Katarzyny II i jednocześnie Łalsk stał się centrum administracyjnym ujezdu łalskiego w obwodzie wielkoustiugskim, w namiestnictwie wołogodzkim. W 1796 roku Łalsk został włączony do ujezdu wielkoustiugskiego w guberni wołogodzkiej. W XIX wieku wzrost miasta został zatrzymany, gdyż ominęła je linia kolejowa.
W 1924 roku został utworzony rejon łalski z centrum administracyjnym w Łalsku. W 1927 roku Łalsk stracił prawa miejskie i stał się osiedlem. W tym samym roku w wyniku łączenia regionów Łalsk znalazł się w Kraju Północnym, w obwodzie północnym. W 1937 roku znalazł się w obwodzie archangielskim. W 1941 roku rejon łalski razem z dwoma innymi został przeniesiony z obwodu archangielskiego do obwodu kirowskiego. W 1963 roku w wyniku połączenia rejonu łalskiego i podosinowieckiego powstał łuzski rejon wiejski z centrum w Łuzie. W 1965 roku rejon ten został podzielony, ale Łalsk pozostał w rejonie łuzskim.

## Architektura
Łalsk wyróżnia się dużą liczbą XVIII-wiecznych budowli sakralnych, które jednak są w różnym stopniu zrujnowane.
- Sobór Zmartwychwstania (1698–1715) z kampanilą z 1729 r.
- Sobór Zwiastowania (1732–1761)
- Cerkiew Objawienia Pańskiego (1711)
- Cerkiew św. Jana Chrzciciela (1714)
- Cerkiew Przemienienia Pańskiego (1730–32)
- Cerkiew Zaśnięcia Matki Bożej (1791–1796